# AMC (chaîne de télévision)
Pour les articles homonymes, voir AMC.
AMC est une chaîne de télévision spécialisée américaine lancée le 1er octobre 1984 et appartenant à AMC Networks. Les trois lettres de son nom voulaient originellement dire American Movie Classics, mais elles sont devenues officiellement le nom de la chaîne lors du changement majeur de sa programmation en 2003.

## Histoire

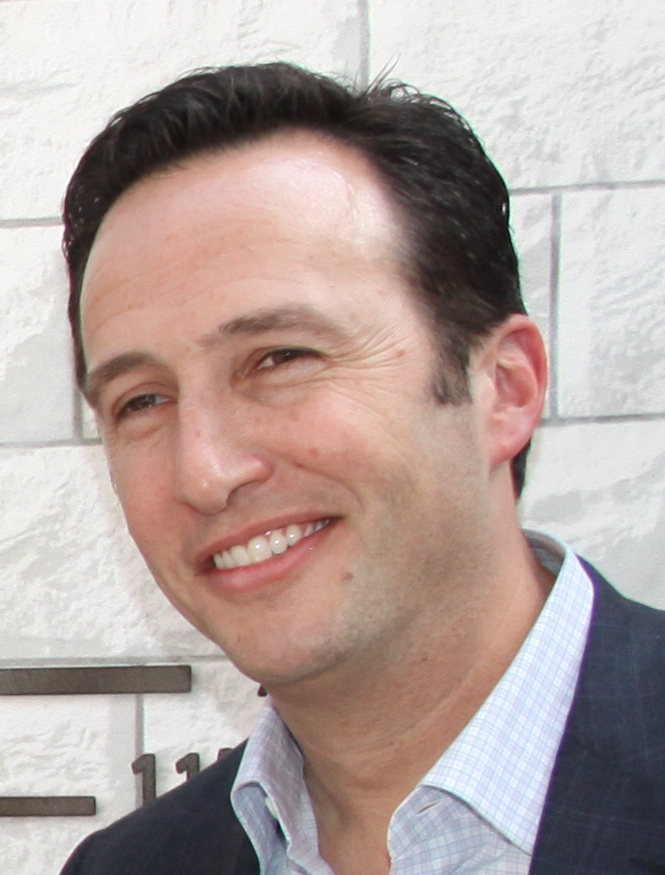
Charlie Collier, PDG d'AMC depuis 2006

Logo d'AMC entre 2002 et 2013

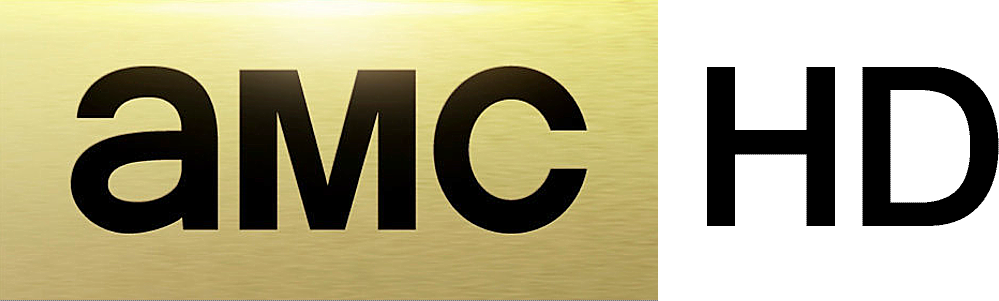
Logo d'AMC HD en 2013

Logo d'AMC de 2013 à 2019

À l'origine, AMC diffusait des films de patrimoine, la plupart datant d'avant les années 1950, et était exempte de publicité. Une des spécialités de la chaîne était les marathons Marx Brothers.
Depuis, la chaîne a changé de format. Elle diffuse des films plus récents et fait appel à la publicité pour son financement.
De 1996 à 1998, elle a diffusé sa première série télévisée en première exclusivité. Il s'agissait de Remember WENN, une série d'épisodes d'une demi-heure sur la vie d'une station de radio dans les années 1930. En 2006, la chaîne a ouvert ses portes aux séries télévisées produites en exclusivité pour elle, avec notamment The Killing, Mad Men, Breaking Bad ou encore The Walking Dead.

## Canada
Depuis 1997, AMC obtient l'autorisation d'être diffusé au Canada, mais la chaîne n'a été ajoutée qu'en septembre 2006 par Shaw Direct et Shaw Cable. Les autres distributeurs tels que Rogers Cable et Telus ont ensuite ajouté la chaîne.
Au Québec, plusieurs séries originales de la chaîne sont ignorées par les diffuseurs francophones. De plus, pour les séries d'AMC disponibles sur Netflix, la bande audio français n'est pas accessible, forçant les québécois à se procurer les saisons en format DVD ou Blu-Ray, ou à regarder la série en version originale.
Vidéotron retire la chaîne à ses abonnés le 11 février 2021 en raison des prix déraisonnables demandées par son propriétaire, AMC Networks. Elle était offerte depuis mars 2013.

## Séries originales

### Séries actuelles
- McMafia[3] (drame britannique, huit épisodes, depuis le 26 février 2018)[4]
- The Terror[5] (dix épisodes, depuis le 26 mars 2018)[6]
- Dispatches from Elsewhere[7] (anthologie, depuis le 1er mars 2020)[8]
- Soulmates (en)[9] (anthologie, six épisodes, depuis le 5 octobre 2020)[10]
- Kevin Can F**k Himself (en)[11] (huit épisodes, depuis le 13 juin 2021 sur AMC+, 20 juin à la télévision)[12]
- The Walking Dead: Dead City (série dérivée de The Walking Dead, depuis juin 2023)
- The Walking Dead: Daryl Dixon (série dérivée de The Walking Dead, depuis septembre 2023)

### Émissions / Téléréalités
- Talking Dead (en) (2011–en cours)
- Comic Book Men (en) (2012–en cours)

### Séries à venir
- The Beast Must Die (série britannique, dès le 5 juillet 2021 sur AMC+, 12 juillet à la télévision)[13]
- Ultra City Smiths[14] (animation, six épisodes, dès le 22 juillet 2021 sur AMC+[15]
- 61st Street[11] (deux saisons de huit épisodes)
- National Anthem[16] (anthologie musicale, huit épisodes)
- This Is Going to Hurt[17] (coproduction britannique)
- La Fortuna[18] (aventures, six épisodes, à venir en 2021)
- Ragdoll (en)[19] (coproduction britannique)

### Anciennes séries originales de AMC
- Remember WENN (en) (1996–1998)
- Tales of the Walking Dead
- The Lot (en) (1999–2001)
- Broken Trail (2006)
- Mad Men (2007–2015)
- Breaking Bad (2008–2013)
- Le Prisonnier (The Prisoner) (2009)
- Rubicon (2010)
- The Walking Dead (2010–2023)
- The Killing (2011–2013, puis sur Netflix)
- Hell on Wheels : L'Enfer de l'Ouest (Hell on Wheels) (2011–2016)
- Low Winter Sun (2013)
- Turn (2014–2017)
- Halt and Catch Fire (2014–2017)
- Humans (2015–2018)
- Into the Badlands (2015–2019)
- Better Call Saul (2015–2022, série dérivée de Breaking Bad)
- Fear the Walking Dead (série dérivée de The Walking Dead, 2015–2023)
- The Night Manager (mini-série, adaptation du roman Le Directeur de nuit, 2016)
- Preacher (drame, adaptation du comic book, 2016–2019)
- Feed the Beast (drame, adaptation de la série danoise Bankerot, 2016)
- The American West (en) (mini-série, 2016)
- The Son (2017–2019)
- Lodge 49 (en)[20] (2018–2019)[21]
- Dietland (en)[22] (drame tiré du roman Dietland (en), 2018)[23]
- The Little Drummer Girl[24] (mini-série avec la BBC, six épisodes, adaptation de La Petite Fille au tambour, 19-20-21 novembre 2018)[25]
- NOS4A2[26] (adaptation de Nosfera2, 2019)[27]
- Quiz[28] (britannique, trois parties, 2020)[29]
- The Walking Dead: World Beyond[30] (spin-off, 2020-2021)[31]
- Slippin' Jimmy (mini-série d'animation, six épisodes, spin-off de Better Call Saul, diffusée le 23 mai 2022 sur AMC+)
- Pantheon[32] (animation, huit épisodes, 2022)
- 61st Street (2022 puis sur The CW saison 2)
- Mister Spade (Monsieur Spade) (mini-série, six épisodes, 2024)
- The Walking Dead: The Ones Who Live (série dérivée de The Walking Dead, 2024)